# Bathyphantes larvarum
Bathyphantes larvarum är en spindelart som beskrevs av Lodovico di Caporiacco 1935. Bathyphantes larvarum ingår i släktet Bathyphantes och familjen täckvävarspindlar. Inga underarter finns listade.